# BIOS vidéo

Schéma fonctionnel relativement générique d'une carte graphique

Le BIOS vidéo (en anglais : Video BIOS) est un BIOS spécifique à l'initialisation du processeur graphique sur les architectures de type compatible IBM PC. Il est utilisé pour initialiser l'environnement vidéo, lors du boot, avant que le système ne soit chargé. Il contient également, généralement, au moins une fonte permettant au processeur graphique d'afficher les informations sur la séquence de boot et ses problèmes éventuels.

## Politique d'ouverture du code
Le BIOS vidéo contient souvent des pilotes propriétaires sous forme de blob binaire, ceux-ci peuvent être dans différents cas, mais pas toujours remplacés par des bios libre. Coreboot qui est un BIOS libre, pouvant contenir des pilotes vidéos propriétaires. Libreboot par contre se le refuse, et ne peut pas démarrer certains environnements complètement si les développeurs du processeur graphique n'ont pas fourni les spécifications et si cette partie du pilote n'a pas été réécrite, généralement en utilisant l'ingénierie inverse.